# Rhein-Nahe-Nahverkehrsverbund

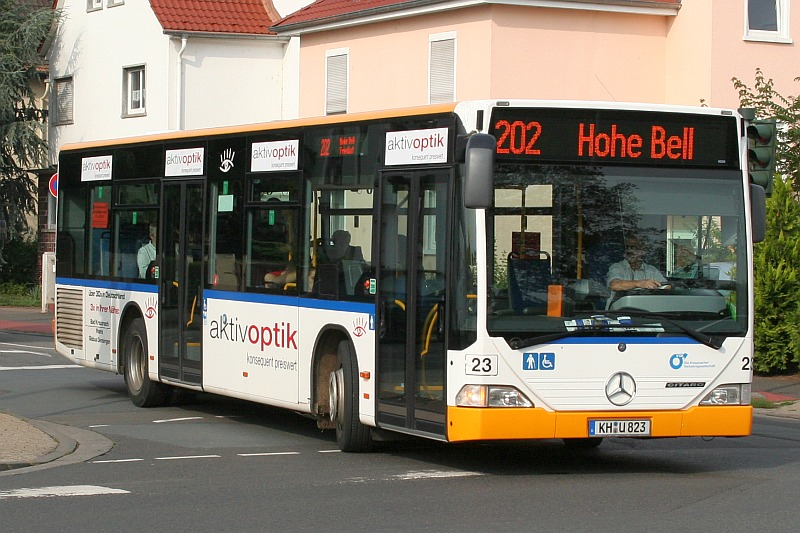
Wagen 23 (Mercedes-Benz O530) der Verkehrsgesellschaft Bad Kreuznach

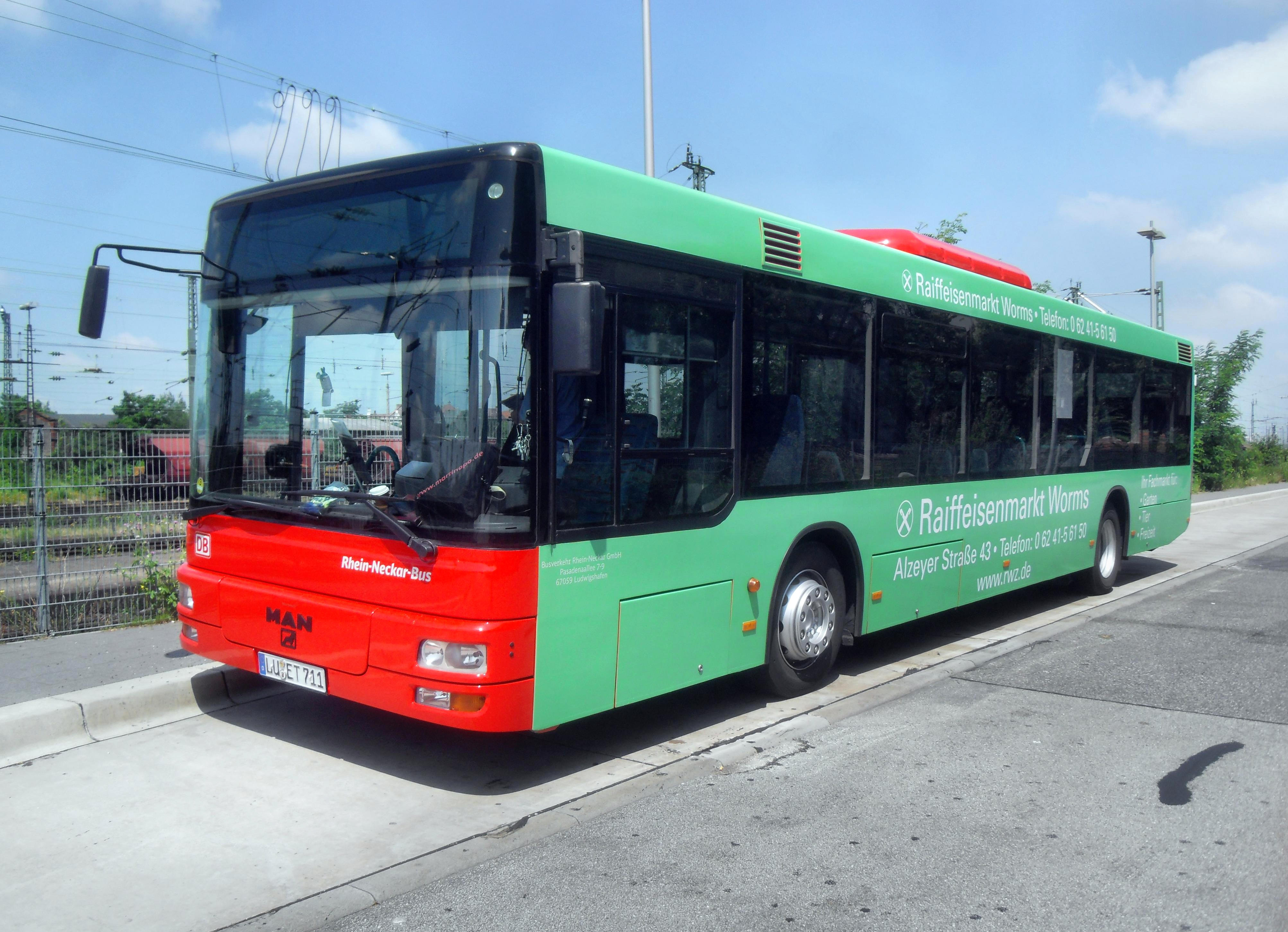
MAN-Bus NL 263 der Busverkehr Rhein-Neckar im Wormser Busbahnhof

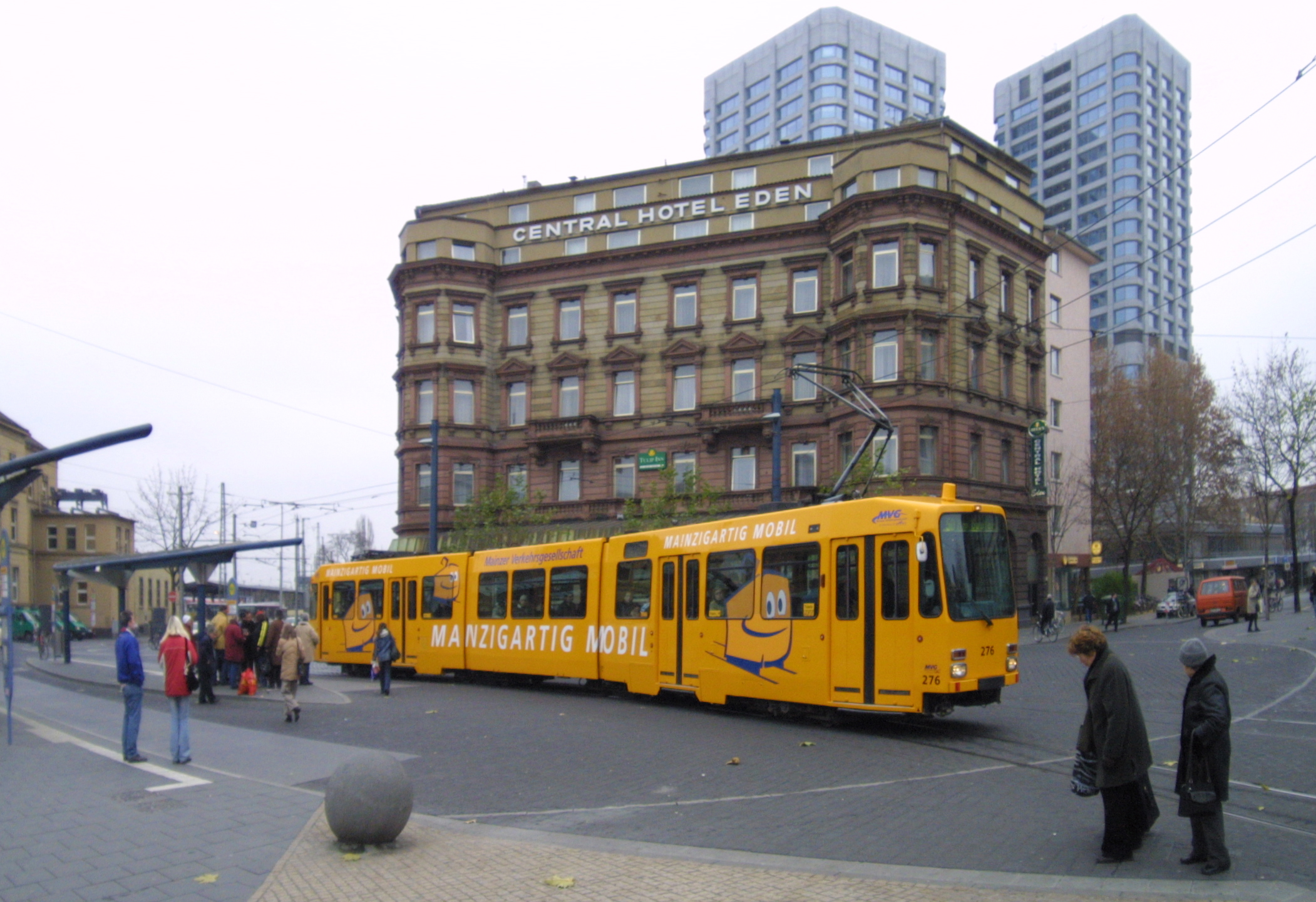
Straßenbahn am Mainzer Hauptbahnhof

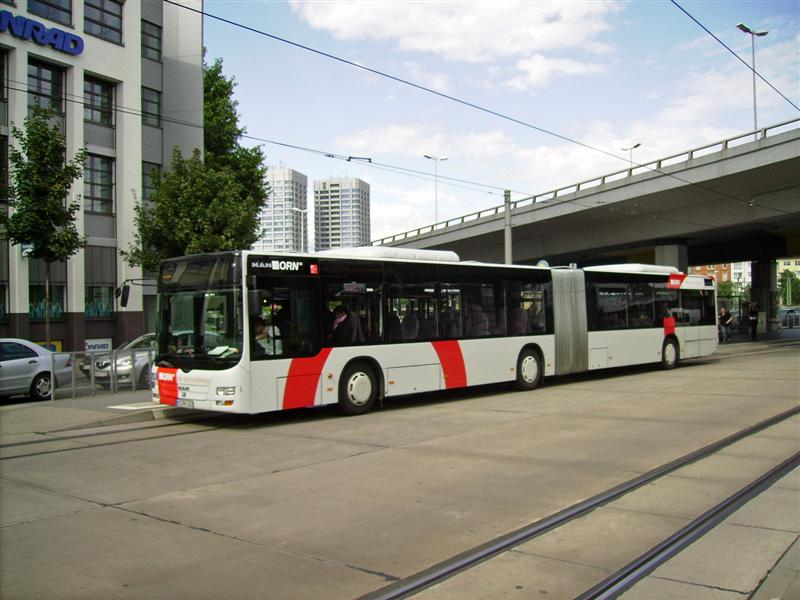
Gelenkbus der ORN in der Nähe des Mainzer Hauptbahnhofes, 2007

Die Rhein-Nahe-Nahverkehrsverbund GmbH, eigene Schreibweise Rhein-Nahe Nahverkehrsverbund, abgekürzt RNN, ist ein Verkehrsverbund der Aufgabenträger im Verbundgebiet, die sich im Zweckverband Rhein-Nahe Nahverkehrsverbund (ZRNN) zusammengeschlossen haben.
Seit 2021 ist der ZRNN alleiniger Eigentümer der RNN GmbH. Von 1999 bis 2020 war der RNN ein Mischverbund, da an der RNN GmbH zur einen Hälfte der  ZRNN und zur anderen Hälfte die im Verbundgebiet tätigen Verkehrsunternehmen beteiligt waren. Zum ZRNN gehören die Stadt Mainz (tariflich ist das gesamte Tarifgebiet Mainz/Wiesbaden als Übergangsbereich einbezogen), die Landkreise Bad Kreuznach, Birkenfeld und Mainz-Bingen und der Landkreis Alzey-Worms (nördlicher Teil im Kerngebiet, südlicher Teil im Übergangsbereich). Der Rhein-Nahe-Nahverkehrsverbund wurde 1999 gegründet, um im Verbundgebiet ab 1. August 1999 für einen einheitlichen Verbundtarif zu sorgen, die Fahrpläne abzustimmen, die Weiterentwicklung des Verbundtarifs zu koordinieren und den ÖPNV zu vermarkten. Ab Mitte 2002 wurde ein Übergangstarif mit dem Rhein-Main-Verkehrsverbund (RMV) vereinbart, der sich nach den RMV-Tarifregeln richtet und als RMV/RNN-Übergangstarif bezeichnet wird. Zum 9. Dezember 2007 wurde das RNN-Tarifgebiet durch den Übergangsbereich Alzey/Worms auf ganz Rheinhessen bis Worms und den Bereich bis Kirchheimbolanden erweitert.
Die im ZRNN zusammengeschlossenen Landkreise haben gemeinsam mit dem Zweckverband SPNV Rheinland-Pfalz Süd sowie dem Ministerium für Wirtschaft, Verkehr, Landwirtschaft und Weinbau ein neues ÖPNV-Konzept für den Busverkehr erstellt, das in den Landkreisen Bad Kreuznach, Birkenfeld und Mainz-Bingen (ohne Stadtverkehr Ingelheim) ab 2022 nach Auslaufen der bisherigen Konzessionen durch neue Busnetze umgesetzt werden soll bzw. im Landkreis Alzey-Worms und in der Stadt Worms bereits im Herbst 2019 umgesetzt wurde. Zielsetzung ist es, ein deutlich verbessertes Angebot im Busverkehr durch ein gänzlich neugestaltetes Netz mit Haupt- und Ergänzungslinien, teils neuen Linienwegen, mit Taktverkehr auf Basis eines integralen Taktfahrplans mit Anschluss-Haltestellen, an denen möglichst viele direkt Anschlüsse ermöglicht werden sollen sowie eine erweiterte Bedienung auch abends und am Wochenende. Dabei soll auch bisher freigestellter Schülerverkehr in den Linienverkehr integriert werden. Die Linien des neuen Busnetzes werden entweder nach einer Ausschreibung durch „private“ Verkehrsunternehmen oder nach einer Direktvergabe durch kommunale Verkehrsunternehmen gefahren.

## Verkehrsunternehmen im RNN-Gebiet
in alphabetischer Reihenfolge, Stand 2022
- DB Regio
- DB Regio Bus Mitte
- ESWE Verkehrsgesellschaft
- INGmobil
- Kommunalverkehr Rhein-Nahe
- Mainzer Mobilität/Mainzer Verkehrsgesellschaft
- Nahverkehrsbetriebe Birkenfeld GmbH (Stadtbus Idar-Oberstein)
- Omnibusverkehr Rhein-Nahe (ORN)
- Scherer Reisen Omnibus GmbH, Gemünden
- Stadtwerke Bingen am Rhein Verkehrsbetriebe
- Trans regio Deutsche Regionalbahn, Koblenz
- Vlexx, Mainz[1]

## Städte und Gemeinden
Zum RNN-Verbundgebiet (einschließlich der Übergangsbereiche) gehören unter anderem folgende Städte und Gemeinden (Auswahl):
- Alzey
- Bacharach
- Bad Kreuznach
- Bad Sobernheim
- Bingen am Rhein
- Birkenfeld
- Idar-Oberstein
- Ingelheim am Rhein
- Kirchheimbolanden
- Kirn
- Mainz
- Monzingen
- Oppenheim
- Wiesbaden
- Worms

## Übergangsbereiche/-tarife
- Übergangsbereich Mainz/Wiesbaden (Wabe 300) – seit Verbundstart am 1. August 1999: Für Fahrkarten mit Start und Ziel innerhalb dieses Übergangsbereichs gilt der Tarif des RMV. Für Fahrkarten von diesem Übergangsbereich in das restliche RNN-Verbundgebiet oder umgekehrt gilt der RNN-Tarif.
- Übergangsbereich Alzey/Worms – seit 9. Dezember 2007: Der Bereich umfasst das Stadtgebiet Worms, den südlichen Landkreis Alzey-Worms sowie Teile des Donnersbergkreises mit Kirchheimbolanden. Für Fahrkarten mit Start und Ziel innerhalb dieses Übergangsgebietes gilt der Tarif des Verkehrsverbundes Rhein-Neckar (VRN). Für Fahrkarten von diesem Übergangsbereich in das restliche RNN-Verbundgebiet oder umgekehrt gilt der RNN-Tarif.
- RMV/RNN-Übergangstarif – seit Mitte 2002: Zwischen Teilen des RNN-Verbundgebietes (Landkreise Mainz-Bingen, Bad Kreuznach und nördlicher Teil Alzey-Worms) und des RMV-Verbundgebietes (Landkreise Groß-Gerau, Rheingau-Taunus, Main-Taunus, westl. Teil Offenbachs, Städte Frankfurt am Main und Darmstadt) gilt ein RMV/RNN-Übergangstarif nach RMV-Tarifregeln.

## Verkehrsverbünde in Rheinland-Pfalz
- Rhein-Nahe-Nahverkehrsverbund (RNN)
- Verkehrsverbund Region Trier (VRT)
- Verkehrsverbund Rhein-Mosel (VRM)
- Verkehrsverbund Rhein-Neckar (VRN)